# Cría cuervos
Cría Cuervos (em Portugal intitulado Cria Corvos) é um filme de 1976 dirigido por Carlos Saura.

## Sinopse
Ana (Geraldine Chaplin) relembra a infância, aos nove anos, quando assiste à morte da mãe e pai em um curto intervalo de tempo e imagina ter o poder sobre a vida e morte das pessoas. 

## Elenco
- Geraldine Chaplin ...  Ana adulta e a mãe
- Mónica Randall ... Paulina
- Florinda Chico ... Rosa
- Ana Torrent ... Ana criança
- Héctor Alterio ... Anselmo (o pai)
- Germán Cobos ... Nicolás Garontes
- Mirta Miller ... Amelia Garontes
- Josefina Díaz ... Avó
- Conchita Pérez ... Irene
- Juan Sánchez Almendros...
- Mayte Sanchez ... Juana

## Principais prêmios e indicações
- Premio do Juri no Festival de Cannes (1976).
- Indicada ao Oscar de Melhor Filme Estrangeiro (1976).
- Premio da Crítica Francesa (1976).
- London film Festival (1976).
- Festival de Karlovy Vary (1976).
- Premio da Crítica do Festival de Bruxelas (1977).
- Melhor filme, melhor diretor e melhor atriz (Geraldine Chaplin) pela Associação de Cronistas de Espectáculos de Nova York (1978).
- Festival de Nova Delhi (1981)